# Ulica Powstańców Śląskich w Prudniku
Ulica Powstańców Śląskich – jedna z głównych ulic Prudnika. Stanowi drogę wyjazdową z Prudnika na północ (w ciągu drogi krajowej nr 41).

## Przebieg
Ulica rozpoczyna się w Prudniku na rondzie, do którego prowadzą ul. Stefana Batorego, Księdza Skowrońskiego i Wiejska. Biegnie na północny wschód. Prowadzą do niej ulice: Kolejowa, Monte Cassino, Karola Miarki i Polna. Kończy się rondzie łączącym drogę krajową nr 41 z drogą krajową nr 40 i drogą wojewódzką nr 414.